# لوحات تاسيلي الصخرية

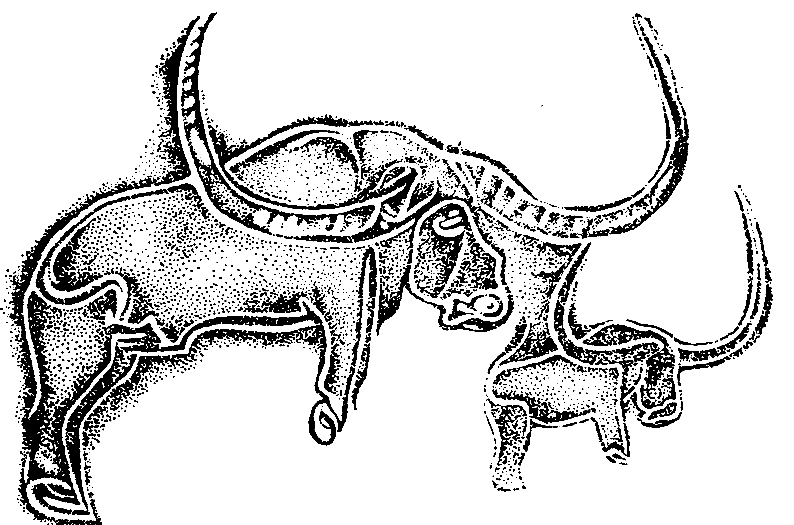
نقش للظباء القديمة بالصحراء (ليو فروبينوس، 1933)

لوحات تاسيلي الصخرية أو نقوش تاسيلي الصخرية بطاسيلي ناجر (الجزائر) تعود لحولي 9 إلى 10 ألآف سنة أي للعصر الحجري الحديث وتشبه كثيراً النقوش الصخرية بالجنوب الوهراني (الجزائر) وفزان (ليبيا)
بعد أن اكتشف رسومات الهقار وطاسيلي سنتي 1956-1957، باشر هنري لوتي سنة 1959 جرد النقوش الصخرية بواد جرات المكتشفة سنة 1932.